# 彭果
彭果（1424年—？年），字仕顯，四川永寧宣撫司人，民籍，治《詩經》，年三十四歲中式天順元年丁丑科第二甲第八十名進士。五月十三日生，行一，曾祖彭景仁；祖彭孔脩，教授；父彭學初；母劉氏。具慶下，妻尹氏，弟概；栗；楘；采。由國子生中式順天府鄉試第三名舉人，會試中式第二百八十一名。